# Суворовська сільська рада (Сакський район)
Суво́ровська сільська́ ра́да — адміністративно-територіальна одиниця та орган місцевого самоврядування в Сакському районі Автономної Республіки Крим. Адміністративний центр — село Суворовське.

## Загальні відомості
- Населення ради: 4 879 осіб (станом на 2001 рік)

## Населені пункти
Сільській раді підпорядковані населені пункти:
- с. Суворовське
- с. Велике
- с. Жовтокам'янка
- с. Каменоломня
- с. Лиманне
- с. Побєдне
- с. Тунельне

## Склад ради
Рада складається з 20 депутатів та голови.
- Голова ради: Шевченко Олексій Яковлевич
- Секретар ради: Общая Наталія Олександрівна

### Керівний склад попередніх скликань
| Прізвище, ім'я, по батькові | Основні відомості                                                         | Дата обрання | Дата звільнення |
| --------------------------- | ------------------------------------------------------------------------- | ------------ | --------------- |
| Золкін Сергій Сергійович    | Сільський голова, 1959 року народження, безпартійний                      | 26.03.2006   | 31.10.2010      |
| Шевченко Олексій Яковлевич  | Сільський голова, 1951 року народження, освіта вища, член Партії регіонів | 31.10.2010   |                 |

Примітка: таблиця складена за даними сайту Верховної Ради України

### Депутати
За результатами місцевих виборів 2010 року депутатами ради стали:

#### За суб'єктами висування
| Суб'єкт висування | Кількість обраних депутатів | %  |
| ----------------- | --------------------------- | -- |
| Партія регіонів   | 14                          | 70 |
| Самовисування     | 6                           | 30 |

#### За округами
| № округу        | Прізвище, ім'я, по батькові | Дата визнання обраним | Освіта  | Партійна приналежність | Відомості про обраного депутата               |
| --------------- | --------------------------- | --------------------- | ------- | ---------------------- | --------------------------------------------- |
| Партія регіонів |                             |                       |         |                        |                                               |
| 2               | Доценко Любов Анатоліївна   | 31.10.2010            | вища    | член Партії регіонів   | Суворовська сільська рада, головний бухгалтер |
| 4               | Рихлюк Алла Анатоліївна     | 31.10.2010            | вища    | член Партії регіонів   | тимчасово не працює                           |
| 6               | Шведов Віктор Григорович    | 31.10.2010            | вища    | член Партії регіонів   | пенсіонер                                     |
| 7               | Несущенко Інна Петрівна     | 31.10.2010            | вища    | член Партії регіонів   | філія «Ощадбанку», старший контролер          |
| 8               | Шинкевич Марія Михайлівна   | 31.10.2010            | вища    | член Партії регіонів   | пенсіонер                                     |
| 10              | Маланін Олексій Сергійович  | 31.10.2010            | вища    | член Партії регіонів   | Суворовська сільська рада, землевпорядник     |
| 11              | Сирова Валентина Василівна  | 31.10.2010            | вища    | член Партії регіонів   | КП «Комунальник», начальник                   |
| 12              | Орел Володимир Леонідович   | 31.10.2010            | вища    | член Партії регіонів   | ЗАТ «ЄЗБМ», механік                           |
| 13              | Федаш Світлана Федорівна    | 31.10.2010            | вища    | член Партії регіонів   | дитячий дошкільний заклад, завідувачка        |
| 15              | Обща Наталя Олександрівна   | 31.10.2010            | вища    | член Партії регіонів   | Суворовська сільська рада, секретар           |
| 17              | Бебес Галина Павлівна       | 31.10.2010            | середня | член Партії регіонів   | санаторій, кухар                              |
| 18              | Вдовиченко Олена Петрівна   | 31.10.2010            | вища    | член Партії регіонів   | соцстрах, спеціаліст                          |
| 19              | Тимохін Олег Касимович      | 31.10.2010            | середня | член Партії регіонів   | тимчасово не працює                           |
| 20              | Коваленко Марина Петрівна   | 31.10.2010            | вища    | член Партії регіонів   | загальноосвітня школа, завуч                  |
| Самовисування   |                             |                       |         |                        |                                               |
| 1               | Жеребцов Юрій Геннадійович  | 15.10.2012            | середня | член Партії регіонів   | ООО «Югморепродукт», директор                 |
| 3               | Тишкун Володимир Васильович | 31.10.2010            | вища    | позапартійний          | приватний підприємець                         |
| 5               | Рябчуненко Ольга Марківна   | 14.11.2010            | вища    | позапартійна           | опекунська рада, голова                       |
| 9               | Седжалілов Ісмаіл Ільясович | 31.10.2010            | вища    | позапартійний          | приватний підприємець                         |
| 14              | Аметова Аліме Енверівна     | 31.10.2010            | вища    | позапартійна           | Євпаторійський міський суд, секретар          |
| 16              | Андрійчук Сергій Іванович   | 31.10.2010            | вища    | позапартійний          | будинок культури, директор                    |